# Оберучев, Николай Михайлович
Николай Михайлович Оберучев (1861—1915) — генерал-майор, герой Первой мировой войны.

## Биография
Родился 24 марта 1861 года. Его младший брат Константин был полковником, эсером и активным участником революционных событий 1917 года.
Образование получил во Владимирской военной гимназии и в 3-м военном Александровском училище, куда поступил 12 августа 1879 года.
Выпущен 8 августа 1881 года подпоручиком армии с переименованием в прапорщики гвардии и был зачислен в лейб-гвардии Литовский полк. 8 августа 1885 года произведён в поручики.
Служил по ведомству военных учебных заведений, долгое время был офицером-воспитателем во Владимирском Киевском кадетском корпусе, где 29 августа 1893 года был произведён в штабс-капитаны, 6 декабря 1896 года — в капитаны и 6 декабря 1899 года — в подполковники.
27 октября 1900 года Оберучев был переведён в 166-й пехотный Ровненский полк, где вскоре получил в командование батальон.
Перед началом русско-японской войны Оберучев перевёлся в 25-й Восточно-Сибирский стрелковый полк и принял участие в сражениях в Маньчжурии. За боевые отличия был награждён орденами св. Анны 3-й степени с мечами и бантом и 2-й степени с мечами, также он получил золотое оружие с надписью «За храбрость»; в 1905 году произведён в полковники (со старшинством от 25 ноября 1904 года).
3 сентября 1908 года Оберучев был назначен командиром 256-го Гунибского резервного батальона. 29 июля 1911 года он получил в командование 37-й Сибирский стрелковый полк. Во главе этого полка он встретил начало Первой мировой войны.
15 февраля 1915 года Оберучев погиб в бою. Высочайшим приказом от 8 июля 1915 года он был посмертно произведён в генерал-майоры и награждён орденом св. Георгия 4-й степени
За то, что в бою 13 по 15 февраля 1915 г. при взятии нами германской сильно укреплённой позиции у селения Кержек, командуя полком, после упорного боя захватил передовой опорный пункт неприятельской позиции, последствием чего было взятие всей позиции у селения Кержек, причём 15-го февраля, находясь впереди своего полка, был убит и смертью своей запечатлел совершённый им подвиг.
Был похоронен в Киеве на Аскольдовой могиле.

## Награды
Среди прочих наград Оберучев имел ордена:
- Орден Святого Станислава 2-й степени (20 июня 1904 года)
- Орден Святой Анны 3-й степени с мечами и бантом (1904 год)
- Орден Святой Анны 2-й степени с мечами (1904 год)
- Золотое оружие с надписью «За храбрость» (16 мая 1908 года)
- Орден Святого Георгия 4-й степени (8 июля 1915 года)